# Callixena longipalpis
Callixena longipalpis är en fjärilsart som beskrevs av Emilio Berio 1959. Callixena longipalpis ingår i släktet Callixena och familjen nattflyn. Inga underarter finns listade i Catalogue of Life.